# B. K. S. Iyengar
Bellur Krishnamachar Sundararaja Iyengar (14. prosince 1918 – 20. srpna 2014), více známý jako B. K. S. Iyengar [čte se Ajengar], byl zakladatelem jógového stylu zvaného „Iyengar jóga“ a je považován za jednoho z nejdůležitějších učitelů jógy 20. století. Byl autorem několika knih, které se týkaly jógové praxe a filosofie včetně Light on Yoga (Výklad jógy), Light on Pranayama, Light on the Yoga Sutras of Patanjali a Light on Life. Iyengar byl jedním z prvních studentů Tirumalaji Krišnamáčárji, který bývá často označován za "otce moderní jógy ". Přisuzuje se mu popularizace jógy nejdříve v samotné Indii a poté i na celém světě.
Iyengar byl oceněn indickými řády Padma Shri v roce 1991, Padma Bhushan v roce 2002 a Padma Vibhushan v roce 2014. V roce 2004 byl Iyengar jmenován časopisem Time jedním ze 100 nejvlivnějších lidí světa.

## Mládí
B. K. S. Iyengar se narodil do chudé rodiny Šrí Vaishnava Iyengara (do kněžské brahmínské kasty) v Belluru, ve státě Karnátaka v Indie. Byl jedenáctým dítětem ze 13 dětí (10 jich přežilo) otce Šrí Krišnamáčáry, učitele a matky Šešamy. Iyengarova rodná vesnice Bellur, v Karnátace, byla v době jeho narození v pandemickém chřipkovém stavu, což způsobilo, že byl slabým a nemocným dítětem. Během svého dětství prodělal malárii, tuberkulózu, břišní tyfus a obecně trpěl podvýživou. "Mé paže byly vyzáblé, mé nohy tenoučké a mé břicho vystouplé“, napsal. "Má hlava visela dolů a pamatuji si, že zvednout ji vyžadovalo extrémní snahu."
Když mu bylo 5 let, přestěhovala se jeho rodina do Bengalúru a během 4 let otec zemřel na zánět slepého střeva.

## Vzdělání v józe
V roce 1934 nabídl jogín a zároveň švagr Šrí Tirumalaj Krišnamáčárja 15letému Iyengarovi, aby přijel do Maisúru (Mysore) a zlepšil svůj zdravotní stav jógovou praxí. Tam se Iyengar naučil ásanovou praxi, které mu postupně pomohla s uzdravením. Krišnamáčárja nechal Iyengara a ostatní studenty předvést jógu na dvoře mahárádži v Maisúru, což Iyengara pozitivně ovlivnilo. Iyengar považoval své spojení se švagrem za zlomový okamžik ve svém životě. Tvrdil, že během 2 let „on (Krišnamáčárja) mě učil jen 10 – 15 dní, ale těch pár dní ovlivnilo to, kým jsem se dnes stal!“ V roce 1937 poslal Krišnamáčárja Iyengara v 18 letech do Puny, aby šířil učení jógy.
Ačkoliv si B. K. S. Iyengar svého učitele Krišnamáčárji velice vážil, a občas se na něho obrátil pro radu, měl s ním během opatrovnictví problematický vztah. V začátcích předpovídal, že ztuhlý a nemocný teenager nebude v Józe úspěšný. Byl opomíjený a dostával na starosti pouze domácí práce. Jen v případě, že Krišnamáčárjův oblíbený žák odešel, začal jeho seriózní výcvik. Krišnamáčárja ho začal učit sérii těžkých pozic, někdy mu řekl, aby nejedl, dokud jistou pozici nezvládne. Tyto zkušenosti později formovaly jeho přístup ke studentům.

## Kariéra učitele
S podporou Krishnamacharyi, se Iyengar v 18 letech v roce 1937 přestěhoval do Puny, aby tam učil jógu. Několik hodin denně strávil studiem a experimentováním s různými technikami.
Učil jógu několik významných osobností včetně Džiddu Krišnamúrtiho, Jayaprakash Narayana a Yehudi Menuhina. Učil širsásanu (stoj na hlavě) belgickou královnu Alžbětu, když jí bylo 80.
Mezi jeho příznivce patřili romanopisec Aldous Huxley, herečka Annette Bening a módní návrhářku Donnu Karan, stejně jako mnoho prominentních osob Indie, včetně hráče kriketu Sachina Tendulkara a herečky z Bollywoodu Kareena Kapoor.

## Mezinárodní uznání
Iyengar se v roce 1952 spřátelil s houslistou Yehudi Menuhinem. Menuhin mu umožnil se proměnit z relativně neznámého indického učitele jógy v mezinárodního guru. Protože Iyengar učil známého filozofa Džiddu Krišnamúrtiho, byl požádán zajet do Bombaje a setkat se s Menuhinem, o kterém se vědělo, že se zajímá o jógu. Menuhin řekl, že je velice unavený a může Iyengarovi věnovat jen 5 minut. Iyengar mu řekl, ať si lehne do Savasany (leh na zádech) a on usnul. Po hodině se Menuhin probral osvěžený a strávil s Iyengarem další 2 hodiny. Menuhin věřil, že praktikování jógy zlepšilo jeho hru a v roce 1954 pozval Iyengara do Švýcarska. Na konci jeho návštěvy daroval Iyengarovi hodiny, na nichž bylo vyryto "Pro mého nejlepšího učitele houslí, BKS Iyengara". Od té doby Iyengar navštěvoval Západ pravidelně a po celém světě se začaly zakládat školy, které se věnovaly jeho systému jógy. Nyní existují stovky center Iyengar jógy.
Iyengar poprvé navštívil Spojené státy americké v roce 1956, kdy učil v Ann Arboru, Michiganu, a realizoval několik přednášek a demonstrací.
V roce 1966 vyšla kniha Light on Yoga. Postupně se stala mezinárodním best-sellerem: byla přeložena do 18 jazyků (včetně češtiny – Výklad jógy) a prodalo se jí 3 milióny výtisků. Light on Yoga následovaly tituly se zaměřením na pránajámu a různé aspekty jógové filosofie. Celkem Iyengar napsal 19 knih.
V roce 1975 Iyengar otevřel Ramamani Iyengar Memorial Yoga Institut v Puně zasvěcený jeho manželce. Oficiálně skončil s učením v roce 1984, ale stále byl aktivní ve světě Iyengar jógy, učil speciální lekce, přednášel a psal knihy. Iyengarova dcera, Geeta, a syn, Prashant, získali mezinárodní chválu jako učitelé jógy.
V roce 2005 Iyengar navštívil Spojené státy americké, aby představil svou nejnovější knihu, Light on Life, a učil speciální workshop na konferenci Yoga Journal v Estes Parku v Coloradu. 3. říjen 2005 byl vyhlášen jako „Den B.K.S. Iyengara" radnicí San Francisca.[2] Antropolog Joseph S. Alter z Univerzity v Pittsburghu prohlásil, že Iyengar "měl nejhlubší vliv na mezinárodním rozšíření jógy.“ V červnu 2011 byl oceněn pamětní známkou vydanou na jeho počest pekingskou pobočkou China Post. Nyní je v Číně přibližně přes 30.000 studentů jógy v 57 městech.
Podstatné jméno „Iyengar“ je v oxfordském slovníku definováno jako „typ Hatha jógy, který se zaměřuje na správné nastavení těla za pomoci pásků, dřevěných bloků a jiných předmětů, které pomáhají dosáhnout správné pozice.“

## Osobní praxe
V několika rozhovorech Iyengar uvedl, že ve věku 90 let stále každý den praktikoval ásany 3 hodiny a 1 hodinu pránajámu. Navíc zmínil, že se během dne přistihne, jak nezáměrně praktikuje pránajámu.

## Přístup k učení
Iyengar zaujal své studenty tím, že jim nabídl to, co hledali – fyzickou výdrž a flexibilitu. Vedl veřejné demonstrace (představení) ásan a později po nehodě na skútru, kdy prodělal dislokaci páteře, začal experimentovat s použitím pomůcek, aby pomohl zdravotně postiženým lidem praktikovat jógu. Inspiroval se hinduistickými bohy jako Yoga Narasimha a příběhy o jogínech, kteří používali stromy jako oporu pro své asány.

## Uznání od Krišnamáčárji
V interview se Iyengar vyjádřil o podpoře svého učitelského stylu od Krišnamáčárji následovně:
„On [Krišnamáčárja] mě nikdy mnoho neučil o tom, jak učit, ale viděl mě učit. V roce 1961 přijel do Puny a učil mou dceru a mého syna. Učil je mnoho hodin, ale oni nepochopili, co se jim snažil ukázat. Když jsem přišel a zeptal se, co se děje, dcera mi řekla, co přesně ohledně pozice nechápe. Tak jsem jí vysvětlil: „Musíš se protáhnout od tohoto konce k tomuto konci.“ A ihned, jak tohle Krishnamacharya uviděl, dal mi zlatou medaili známou jako Yoga Shikshaka Chakravarti, což znamená „Císař učitelů jógy, učitel učitelů“. Řekl mi, že musím takto učit a ne jen soukromě ale i veřejně.“

## Rodina
V roce 1943 se Iyengar oženil s Ramamani, které byl představen svými bratry. Řekl: „Žili jsme bez konfliktů, jako kdyby naše 2 duše byly jednou.“ Společně vychovali 5 dcer a 1 syna. Jeho nejstarší dcera Geeta (narozena 1944) a syn Prashant se sami stali mezinárodně uznávanými učiteli. Ostatní děti B.K.S. Iyengar jsou Vanita, Sunita, Suchita a Savita. Geeta Iyengar je autorkou několika knihy Yoga: A Gem for Women (2002) a Prashant je autorem několika knih včetně A Class after a Class: Yoga, an Integrated Science (1998), Yoga and the New Millennium (2008). Geeta a Prashant spolu řídí Ramamani Iyengar Memorial Yoga Institut (RIMYI) v Puně.
Jeho žena zemřela ve 46 letech a Iyengar po ní pojmenoval svůj jóga institut - Ramamani Iyengar Memorial Yoga Institute.

## Filantropie a aktivismus
Iyengar podporoval zachování přírody a prohlašoval, že je důležité zachovat všechna zvířata a ptáky. Daroval 2 miliony rupií Chamarajendra Zoological Gardens v Mysore, což je považováno za nejvyšší osobní dar ZOO v Indii. Také adoptoval tygra a mládě na počest své zemřelé manželky v roce 1973.
Iyengar pomáhal rozšiřovat povědomí o roztroušené skleróze s pobočkou Multiple Sclerosis Society of India v Puně.
Iyengarův nejdůležitější charitativní projekt zahrnoval podporu jeho rodné vesnici Belluru v Karnatace. Založil svěřenecký fond a podpořil tak transformaci vesnice a mnoho charitativních akcí. Nechal postavit nemocnici, první indický chrám zasvěcený mudrci Pataňdžalimu, veřejnou školu, která poskytuje uniformy, knihy a teplé obědy dětem z Belluru a okolních vesnic, střední školu a vysokou školu.

## Smrt
Zemřel 20. srpna 2014 v indické Puně na selhání srdce a ledvin ve věku 95 let.